# Prinsenhof de Delft
Het Prinsenhof (en français, La cour princière) est un musée situé sur la place Sainte-Agathe (Sint Agathaplein) à Delft, aux Pays-Bas. Originellement le couvent Sainte-Agathe, il sert aujourd'hui de lieu d'exposition de la peinture néerlandaise de l'âge d'or.

## Histoire
Alyd Busers, morte en 1409, était une riche veuve qui, à la fin du XIVe siècle, rejoignit avec sa fille Aechte un groupe de religieuses de Delft. En 1403, ce groupe a acquis une maison dans le Vieux Delft pour en faire un couvent qu'elles ont dédié à sainte Agathe, la patronne d'Aechte. Busers en fut la première mère supérieure et Aechte lui a succédé.
Comme le nombre de religieuses n'a cessé d'augmenter, le couvent a été agrandi plusieurs fois. De ce fait, il a été le couvent le plus important (et le plus riche également) au sein des murs du Delft médiéval.
Après la Réforme protestante, au cours de la seconde moitié du XVIe siècle, le complexe architectural a été divisé en diverses parties utilisées séparément. Une partie de la chapelle demeura un espace à vocation religieuse et quelques religieuses continuèrent à habiter dans la longue aile méridionale. L'autre partie a été aménagée pour être la Cour princière de Guillaume d'Orange qui a résidé régulièrement de 1572 à 1584 dans le couvent Saint-Agathe : elle est connue depuis sous le nom de Prinsenhof.
C'est au sein du Prinsenhof que Guillaume d'Orange est assassiné par Balthazar Gérard en 1584. Les impacts des balles sont par ailleurs encore visibles.
En 1657, le Prinsenhof a été partiellement aménagé comme halle aux draps. De 1775 à 1807, l'école latine de Delft y est établie. Le complexe a été restauré entre 1932 et 1951 pour en faire un musée municipal. L'actuelle église wallonne de la ville se trouve en outre à côté du Prinsenhof.

## Source
- (nl) Cet article est partiellement ou en totalité issu de l’article de Wikipédia en néerlandais intitulé « Prinsenhof (Delft) » (voir la liste des auteurs).